# Gero Meyer
Gero Meyer (* 28. Dezember 1978 in Hildesheim)  ist ein deutscher Voltigierer. Er ist Europameister, Deutscher Meister sowie mehrfacher Vizeweltmeister im Herren-Einzel.

## Werdegang
Meyer stammt aus dem Oldenburger Münsterland und begann mit 6 Jahren das Gruppenvoltigieren im Cloppenburger Reitverein, im Alter von 15 Jahren dann auch das Einzelvoltigieren. Aufgrund fehlender Kapazität in Cloppenburg wechselte Meyer 1994 zum RuF Friesoythe. Eine Teilnahme an den Weltreiterspielen 1998 in Rom wurde verletzungsbedingt kurzfristig verhindert, ein Jahr darauf wurde er Europameister in Nitra. 2003 wurde er für seine Turniererfolge mit dem Deutschen Voltigierabzeichen in Gold ausgezeichnet. Im selben Jahr unterbrach er nach Abschluss seiner Berufsausbildung als Schreiner seine sportliche Karriere durch einen mehrmonatigen Aufenthalt in Neuseeland. 2004 wechselte Meyer nach Kassel, 2008 zum VV Pfaffenhofen.
Im Winter 2006/2007 tourte Meyer mit der Pferde-Show Apassionata durch Deutschland, Österreich und die Schweiz.

## Erfolge
Gero Meyer hat folgende Siege und Platzierungen erreicht, wenn nicht anders vermerkt in der Einzelwertung.
Weltmeisterschaften
- Silber: 2000, 2002, 2006
- 4. Platz: 2010

Europameisterschaften
- Gold: 1999
- Bronze: 2001, 2005, 2009 (Pas de deux)
- 4. Platz: 2007

Deutsche Meisterschaften
- Gold: 2000
- Silber: 2001, 2002, 2009
- Bronze: 1998
- 4. Platz: 2006, 2008

Internationale Wettkämpfe (CVI)
- Gold:
  - 2009: CVI** Krumke
  - 2008: CVI (WM-Sichtung)Krumke
  - 2007: Krumke
  - 1999: Malmö (SWE); Rhede
- Silber:
  - 2009: CVI** Leipzig
  - 2005: Bern (SUI)
  - 1999: Saumur (FRA)
- Bronze:
  - 2010: CVI** Leipzig
  - 2009: CVI** Aachen
  - 2007: Aachen
  - 2005: Stadl-Paura (AUT)
  - 2002: Saumur (FRA)
  - 1998: Saumur (FRA)

## Auszeichnungen
Er wurde 2008 mit dem Silbernen Lorbeerblatt ausgezeichnet.